# Società Sportiva Nola 1994-1995
Questa voce raccoglie le informazioni riguardanti la Società Sportiva Nola nelle competizioni ufficiali della stagione 1994-1995.

## Stagione
La stagione 1994-1995 del Nola è stata la 5ª stagione in Serie C1. È storicamente la migliore stagione del Nola che si classificò sesta, perdendo l'accesso ai play-off per la Serie B all'ultima giornata.

## Organigramma societario
- Presidente: Mario Felice Nusco
- Vice Presidente: Giovambattista La Marca
- Responsabile settore giovanile: Vincenzo Adamo
- Segretario generale: dott. Angelo Pizzo
- Segretario amministrativo: Rag. Jolanda Adrianopoli
- Direttore Sportivo: Vincenzo Adamo
- Allenatore: Salvatore Esposito
- Allenatore in seconda: Francesco Stanzione
- Preparatore dei portieri: Vincenzo Strino
- Medico sociale: dott. Andrea D'Alessandro
- Massaggiatore: Buonincontri
- Sede: via dei Mille, 69, 80035, Nola (NA)

## Rosa
| N. |                   | Ruolo | Calciatore           |
| -- | ----------------- | ----- | -------------------- |
|    | Italia (bandiera) | D     | Mario Ansaldi        |
|    | Italia (bandiera) | A     | Giuseppe Balzano     |
|    | Italia (bandiera) | A     | Giuseppe Antonaccio  |
|    | Italia (bandiera) | C     | Fabio Battafarano    |
|    | Italia (bandiera) | D     | Davide Belotti       |
|    | Italia (bandiera) | C     | Giuliano Camporese   |
|    | Italia (bandiera) | P     | Domenico Cecere      |
|    | Italia (bandiera) | C     | Domenico Celardo     |
|    | Italia (bandiera) | D     | Michele Cunti        |
|    | Italia (bandiera) | C     | Nicola Di Criscio    |
|    | Italia (bandiera) | P     | Roberto Di Gennaro   |
|    | Italia (bandiera) | C     | Giuseppe Dorbini     |
|    | Italia (bandiera) | A     | Marco Fida           |
|    | Italia (bandiera) | A     | Felice Foglia        |
|    | Italia (bandiera) | D     | Carmine Fruguglietti |
|    | Italia (bandiera) | A     | Gabriele Graziani    |

| N. |                   | Ruolo | Calciatore                   |
| -- | ----------------- | ----- | ---------------------------- |
|    | Italia (bandiera) | D     | Luca Incitti                 |
|    | Italia (bandiera) | C     | Nicola Losacco               |
|    | Italia (bandiera) | A     | Alessandro Lupo              |
|    | Italia (bandiera) | P     | Massimiliano Mugnai          |
|    | Italia (bandiera) | C     | Attilio Nicodemo             |
|    | Italia (bandiera) | C     | Gian Luca Panisson           |
|    | Italia (bandiera) | D     | Cristiano Pappalardo         |
|    | Italia (bandiera) | D     | Alessandro Rinaldi           |
|    | Italia (bandiera) | C     | Francesco Alessandro Rispoli |
|    | Italia (bandiera) | A     | Roberto Rovani               |
|    | Italia (bandiera) | C     | Antonio Scarpa               |
|    | Italia (bandiera) | C     | Vincenzo Sommese             |
|    | Italia (bandiera) | D     | Carlo Tebi                   |
|    | Italia (bandiera) | D     | Antonio Venuti               |
|    | Italia (bandiera) | C     | Alvise Zago                  |

## Risultati

### Serie C1

#### Girone di andata
| Arbitro: | Sirotti (Forlì) |

|               |           |  |
| Celestini 88’ | Marcatori |  |

| Arbitro: | Alba (Bassano del Grappa) |

|            |           |               |
| Sommese 9’ | Marcatori | 18’ Calvaresi |

| Arbitro: | Vendramin (Castelfranco Veneto) |

|               |           |                    |
| Lupo 16’, 26’ | Marcatori | 77’ (rig.) Cecchin |

| Arbitro: | Cito (Nichelino) |

|  |           |           |
|  | Marcatori | 3’ Foglia |

| Nola 25 settembre 1994 5ª giornata | Nola                        | 0 – 0 | Reggina | Stadio Comunale Piazza d'Armi (2000 spett.)\| Arbitro: \| Serena (Bassano del Grappa) \| |
| Arbitro:                           | Serena (Bassano del Grappa) |       |         |                                                                                          |

| Arbitro: | Guiducci (Arezzo) |

|               |           |  |
| D'Isidoro 50’ | Marcatori |  |

| Arbitro: | Strazzera (Trapani) |

|                            |           |              |
| Foglia 1’, 87’ Ansaldi 75’ | Marcatori | 84’ Esposito |

| Arbitro: | Longo (Paola) |

|  |           |                      |
|  | Marcatori | 12’ Balzano 87’ Fida |

| Arbitro: | Bizzotto (Castelfranco Veneto) |

|  |           |            |
|  | Marcatori | 76’ D'Urso |

| Arbitro: | Gambino (Barletta) |

|                           |           |                     |
| Nicoletti 3’ Balesini 52’ | Marcatori | 58’ Lupo 72’ Foglia |

| Arbitro: | Pin (Conegliano) |

|                                                      |           |                |
| Antonaccio 24’ Camporese 29’ Lupo 45’ Di Criscio 79’ | Marcatori | 42’ Ciaramella |

| Gualdo Tadino 20 novembre 1994 12ª giornata | Gualdo           | 0 – 0 | Nola | Stadio Carlo Angelo Luzi\| Arbitro: \| Paparesta (Bari) \| |
| Arbitro:                                    | Paparesta (Bari) |       |      |                                                            |

| Arbitro: | Dagnello (Trieste) |

|                |           |  |
| Antonaccio 84’ | Marcatori |  |

| Arbitro: | Nencini (Bergamo) |

|            |           |                 |
| Putelli 5’ | Marcatori | 33’ (aut.) Papi |

| Arbitro: | Piretti (Ravenna) |

|  |           |                              |
|  | Marcatori | 31’ Giannichedda 69’ Barbera |

| Arbitro: | Capozzi (Vicenza) |

|              |           |                                                 |
| Baglieri 41’ | Marcatori | Di Criscio 9’ Antonaccio 65’ (rig.) Celardo 84’ |

| Arbitro: | Sciamanna (Ascoli Piceno) |

|                 |           |             |
| Zago 58’ (rig.) | Marcatori | 64’ Lanotte |

#### Girone di ritorno
| Arbitro: | Ferrarini (Parma) |

|              |           |  |
| Graziani 65’ | Marcatori |  |

| Catania 22 gennaio 1995 19ª giornata | Atletico Catania   | 0 – 0 | Nola | Stadio Cibali (7000 spett.)\| Arbitro: \| Ercolino (Cassino) \| |
| Arbitro:                             | Ercolino (Cassino) |       |      |                                                                 |

| Pontedera 29 gennaio 1995 20ª giornata | Pontedera         | 0 – 0 | Nola | Stadio Ettore Mannucci (1500 spett.)\| Arbitro: \| Acronzio (Teramo) \| |
| Arbitro:                               | Acronzio (Teramo) |       |      |                                                                         |

| Nola 19 febbraio 1995 21ª giornata | Nola              | 0 – 0 | Lodigiani | Stadio Comunale Piazza d'Armi (1500 spett.)\| Arbitro: \| Innocente (Udine) \| |
| Arbitro:                           | Innocente (Udine) |       |           |                                                                                |

| Arbitro: | Gambino (Barletta) |

|            |           |  |
| Cevoli 29’ | Marcatori |  |

| Arbitro: | Gilberto Dagnello (Trieste) |

|                |           |  |
| Di Criscio 10’ | Marcatori |  |

| Arbitro: | Serena (Bassano del Grappa) |

|                          |           |            |
| Provitali 26’ Fresta 44’ | Marcatori | 3’ Belotti |

| Nola 19 marzo 1995 25ª giornata | Nola             | 0 – 0 | Barletta | Stadio Comunale Piazza d'Armi (1500 spett.)\| Arbitro: \| Rosetti (Torino) \| |
| Arbitro:                        | Rosetti (Torino) |       |          |                                                                               |

| Ischia 26 marzo 1995 26ª giornata | Ischia Isolaverde | 0 – 0 | Nola | Stadio Vincenzo Mazzella (2000 spett.)\| Arbitro: \| Longo (Paola) \| |
| Arbitro:                          | Longo (Paola)     |       |      |                                                                       |

| Arbitro: | Calabrese (Avezzano) |

|  |           |                          |
|  | Marcatori | 37’, 48’ (rig.) Montella |

| Arbitro: | Siroti (Forlì) |

|                                       |           |  |
| Castiglione 29’ Barraco 39’ Galli 63’ | Marcatori |  |

| Arbitro: | Acronzio (Teramo) |

|                |           |               |
| Antonaccio 44’ | Marcatori | 25’ Tommasini |

| Arbitro: | Paparesta (Bari) |

|                          |           |                   |
| La Spada 15’ Cicconi 73’ | Marcatori | 90'+1’ Antonaccio |

| Arbitro: | Sorte (Bergamo) |

|             |           |  |
| Belotti 42’ | Marcatori |  |

| Sora 14 maggio 1995 32ª giornata | Sora              | 0 – 0 | Nola | Stadio Claudio Tomei (3000 spett.)\| Arbitro: \| Ferrarini (Parma) \| |
| Arbitro:                         | Ferrarini (Parma) |       |      |                                                                       |

| Arbitro: | Nucini (Bergamo) |

|                          |           |              |
| Lupo 49’ Zago 64’ (rig.) | Marcatori | 73’ Baglieri |

| Arbitro: | Serena (Bassano del Grappa) |

|                       |           |  |
| Serra 60’ Alfieri 89’ | Marcatori |  |

### Coppa Italia Serie C
| San Giuseppe Vesuviano 21 agosto 1994 Primo turno - andata | Sangiuseppese           | 0 – 0 | Nola | Campo Comunale Murialdo\| Arbitro: \| Biditto (Vibo Valentia) \| |
| Arbitro:                                                   | Biditto (Vibo Valentia) |       |      |                                                                  |

| Arbitro: | Rossi (Ciampino) |

|                         |           |  |
| Lupo 13’ Di Criscio 44’ | Marcatori |  |

| Arbitro: | Pascariello (Lecce) |

|                       |           |  |
| 40’, 72’, 89’ Budruni | Marcatori |  |

| Nola 5 ottobre 1994 Secondo turno - ritorno | Nola              | 2 – 1 | Pro Vasto | Stadio Comunale Piazza d'Armi (2000 spett.)\| Arbitro: \| Amortico (Foggia) \| |
| Arbitro:                                    | Amortico (Foggia) |       |           |                                                                                |

## Statistiche

### Statistiche di squadra
| Competizione         | Punti | In casa | In casa | In casa | In casa | In casa | In casa | In trasferta | In trasferta | In trasferta | In trasferta | In trasferta | In trasferta | Totale | Totale | Totale | Totale | Totale | Totale | DR |
| Competizione         | Punti | G       | V       | N       | P       | Gf      | Gs      | G            | V            | N            | P            | Gf           | Gs           | G      | V      | N      | P      | Gf     | Gs     | DR |
| -------------------- | ----- | ------- | ------- | ------- | ------- | ------- | ------- | ------------ | ------------ | ------------ | ------------ | ------------ | ------------ | ------ | ------ | ------ | ------ | ------ | ------ | -- |
| Serie C1             | 46    | 17      | 8       | 6       | 3       | 18      | 12      | 17           | 3            | 7            | 7            | 11           | 23           | 34     | 11     | 13     | 10     | 29     | 28     | +1 |
| Coppa Italia Serie C | -     | 2       | 1       | 1       | 0       | 2       | 0       | 2            | 0            | 1            | 1            | 0            | 3            | 4      | 1      | 2      | 1      | 2      | 3      | -1 |
| Totale               | -     | 19      | 9       | 7       | 3       | 20      | 12      | 19           | 3            | 8            | 8            | 11           | 26           | 38     | 12     | 15     | 12     | 31     | 31     | +0 |

### Statistiche dei giocatori
| Giocatore       | Serie C1 | Serie C1 | Serie C1    | Serie C1   | Coppa Italia Serie C | Coppa Italia Serie C | Coppa Italia Serie C | Coppa Italia Serie C | Totale   | Totale | Totale      | Totale     |
| Giocatore       | Presenze | Reti     | Ammonizioni | Espulsioni | Presenze             | Reti                 | Ammonizioni          | Espulsioni           | Presenze | Reti   | Ammonizioni | Espulsioni |
| --------------- | -------- | -------- | ----------- | ---------- | -------------------- | -------------------- | -------------------- | -------------------- | -------- | ------ | ----------- | ---------- |
| M. Ansaldi      | 28       | 1        | ?           | ?          | 2                    | 0                    | 1                    | 0                    | 30       | 1      | 1+          | 0+         |
| G. Antonaccio   | 22       | 5        | ?           | ?          | 0                    | 0                    | 0                    | 0                    | 22       | 5      | 0+          | 0+         |
| G. Balzano      | 6        | 1        | ?           | ?          | 2                    | 0                    | 0                    | 0                    | 8        | 1      | 0+          | 0+         |
| F. Battafarano  | 13       | 0        | ?           | ?          | 0                    | 0                    | 0                    | 0                    | 13       | 0      | 0+          | 0+         |
| D. Belotti      | 30       | 2        | ?           | ?          | 2                    | 0                    | 1                    | 1                    | 32       | 2      | 1+          | 1+         |
| G. Camporese    | 21       | 1        | ?           | ?          | 0                    | 0                    | 0                    | 0                    | 21       | 1      | 0+          | 0+         |
| D. Cecere       | 29       | -25      | ?           | ?          | 4                    | -3                   | 0                    | 0                    | 33       | -28    | 0+          | 0+         |
| D. Celardo      | 21       | 1        | ?           | ?          | 2                    | 0                    | 1                    | 0                    | 23       | 1      | 1+          | 0+         |
| M. Cunti        | 14       | 0        | ?           | ?          | 0                    | 0                    | 0                    | 0                    | 14       | 0      | 0+          | 0+         |
| N. Di Criscio   | 29       | 3        | ?           | ?          | 4                    | 1                    | 0                    | 0                    | 33       | 4      | 0+          | 0+         |
| R. Di Gennaro   | 4        | -3       | ?           | ?          | 0                    | 0                    | 0                    | 0                    | 4        | -3     | 0+          | 0+         |
| G. Dorbini      | 8        | 0        | ?           | ?          | 0                    | 0                    | 0                    | 0                    | 8        | 0      | 0+          | 0+         |
| M. Fida         | 8        | 1        | ?           | ?          | 4                    | 0                    | 1                    | 1                    | 12       | 1      | 1+          | 1+         |
| F. Foglia       | 10       | 4        | ?           | ?          | 3                    | 0                    | 0                    | 0                    | 13       | 4      | 0+          | 0+         |
| C. Fruguglietti | 10       | 0        | ?           | ?          | 3                    | 0                    | 1                    | 0                    | 13       | 0      | 1+          | 0+         |
| G. Graziani     | 16       | 1        | ?           | ?          | 0                    | 0                    | 0                    | 0                    | 16       | 1      | 0+          | 0+         |
| N. Losacco      | 22       | 0        | ?           | ?          | 0                    | 0                    | 0                    | 0                    | 22       | 0      | 0+          | 0+         |
| A. Lupo         | 28       | 6        | ?           | ?          | 3                    | 1                    | 1                    | 0                    | 31       | 7      | 1+          | 0+         |
| M. Mugnai       | 1        | 0        | ?           | ?          | 0                    | 0                    | 0                    | 0                    | 1        | 0      | 0+          | 0+         |
| A. Nicodemo     | 7        | 0        | ?           | ?          | 4                    | 0                    | 0                    | 0                    | 11       | 0      | 0+          | 0+         |
| G. Panisson     | 19       | 0        | ?           | ?          | 4                    | 0                    | 0                    | 0                    | 23       | 0      | 0+          | 0+         |
| C. Pappalardo   | 2        | 0        | ?           | ?          | 0                    | 0                    | 0                    | 0                    | 2        | 0      | 0+          | 0+         |
| F. Rispoli      | 19       | 0        | ?           | ?          | 1                    | 0                    | 1                    | 0                    | 20       | 0      | 1+          | 0+         |
| R. Rovani       | 1        | 0        | ?           | ?          | 1                    | 0                    | 0                    | 0                    | 2        | 0      | 0+          | 0+         |
| V. Sommese      | 9        | 1        | ?           | ?          | 3                    | 0                    | 0                    | 0                    | 12       | 1      | 0+          | 0+         |
| C. Tebi         | 33       | 0        | ?           | ?          | 3                    | 0                    | 0                    | 0                    | 36       | 0      | 0+          | 0+         |
| A. Venuti       | 7        | 0        | ?           | ?          | 3                    | 0                    | 0                    | 0                    | 10       | 0      | 0+          | 0+         |
| A. Zago         | 21       | 2        | ?           | ?          | 0                    | 0                    | 0                    | 0                    | 21       | 2      | 0+          | 0+         |